# A Marcha de Pylyp Orlyk na Ucrânia da Margem Direita

A rota da marcha de Pylyp Orlyk na Ucrânia da Margem Direita, 1711. Linhas vermelhas — rota de ataque, linhas azuis — rota de retirada

A Marcha de Pylyp Orlyk na Ucrânia da Margem Direita é o nome dado à campanha militar do hetman Pylyp Orlyk na Ucrânia da Margem Direita entre janeiro e março de 1711, com o intuito de libertar o território das tropas de Moscovo e assim restaurar o seu poder na região.
Devido ao treino militar inadequado, ao timing infeliz e à traição dos aliados tártaros, a campanha terminou com a derrota das tropas de Orlyk e levou à perda de apoio das pretensões do hetman entre a população ucraniana. 

## Antecedentes
A derrota das tropas suecas e cossacas na batalha de Poltava, a expedição punitiva das tropas de Moscovo à Ucrânia e a destruição do Sich de Zaporiyia, que ocorreu em 1709, mudaram radicalmente o equilíbrio de forças na Ucrânia. Após a derrota militar, o hetman Ivan Mazepa juntamente com os altos oficiais cossacos foram forçados a emigrar para Bendery, território do Império Otomano, onde morreu em setembro desse mesmo ano. 
Seis meses após a morte de Mazepa, em 5 de abril de 1710, Pylyp Orlyk foi eleito o novo hetman no exílio, em Bendery. A eleição ocorreu na presença dos cossacos de Zaporiyia bem como do sultão turco e do rei sueco. 
Carlos XII da Suécia, mesmo após ter sido derrotado na batalha de Poltava, não pretendia abandonar os seus intentos para o leste da Europa e planeou uma nova operação destinada a consolidar a Ucrânia sob Pylyp Orlyk e a Polónia sob Stanislau Leszczyński. Toda a Ucrânia da Margem Direita, uma parte da margem esquerda e a região da Ucrânia Livre (Slobozhanshchyna), iriam tornar-se o alvo da ação do rei que, no caso de ser bem-sucedida, seria posteriormente estendida à Polónia. 
As autoridades otomanas, preocupadas com a aproximação da Rússia às suas fronteiras, apoiaram plenamente este plano. Com o apoio de Carlos XII, Pylyp Orlyk fez uma aliança com os tártaros da Crimeia e com o Império Otomano e, em 8 de novembro de 1710, este último declarou guerra à Rússia.
O exército turco iniciou a marcha liderada pelo grão-vizir Numan Pasha . No entanto, as forças turcas avançaram muito lentamente, tendo chegado ao rio Danúbio apenas em meados de junho de 1711.
Antes da campanha, tinha sido assinado o Tratado do Cairo, estabelecendo uma aliança militar defensiva-ofensiva entre o governo exilado de Pylyp Orlyk e o Canato da Crimeia.  O grande mérito diplomático de Orlyk foi ter obtido dos tártaros a promessa de não roubar igrejas e de não cometer violência ao entrar em território ucraniano.  

## Incursão dos tártaros na Ucrânia Livre ( Slobozhanshchyna)
Como parte do plano geral, em janeiro de 1711, o Cã tártaro Devlet Giray avançou para Slobozhanshchyna com sua força principal (aproximadamente 50.000 membros da horda da Crimeia) e várias centenas de cossacos. 
Os tártaros ocuparam a Slobozhanshchyna sem grande dificuldade. As pequenas guarnições nas vilas e cidades fortificadas do distrito de Kharkiv não puderam oferecer resistência. O general Shidlovsky, encarregado de defender Slobozhanshchyna dos tártaros, ainda nem havia chegado a Kharkiv quando o ataque começou.  Os habitantes locais e os cossacos não foram particularmente hostis com os invasores, especialmente depois verem cossacos da Zaporiyia entre as fileiras tártaras.  .
Por exemplo, a cidade de Vodolahy do distrito de Kharkiv não resistiu - pelo contrário, as pessoas trouxeram pão e sal para oferecer aos tártaros; outras, como Merefa e Taranivka, tentaram defender-se, mas foram capturadas. 
Antes de chegar a Kharkiv, o Cã retornou subitamente às margens do rio Samara, onde tinha sitiado duas fortalezas: Novosergiivska e Novobogorodytska. No primeiro caso, os cossacos renderam-se aos tártaros voluntariamente, entregando-lhes a guarnição moscovita da cidade: um capitão e 80 soldados.  Já a guarnição de Novobogorodytska defendeu-se teimosamente, obrigando o Cã a levantar o cerco. 
Tendo ganho uma posição segura perto de Samara, o Cã decidiu regressar à Crimeia . Devlet Giray deixou um efectivo cossaco-tártaro de cerca de 1.000 homens  perto de Samara e uma pequena guarnição na fortaleza Novosergiivska, prometendo retornar à Ucrânia na primavera.
Mas imediatamente após a retirada do Cã, o hetman da Ucrânia da Margem Esquerda Ivan Skoropadsky atacou e tomou ocupou esta importante fortaleza e mandou executar os cossacos que se tinham voluntariamente juntado ao Cã da Crimeia. 
A incursão tártara acabou por ter um efeito prejudicial na reputação de Orlyk - após esta, o hetman deixou de poder contar com o apoio dos povos da Ucrânia da Margem Esquerda e da Slobozhanshchyna .

## Campanha principal
O rei sueco decidiu manter o esforço de guerra até que a Ucrânia fosse libertada do domínio de Moscovo, e os turcos e tártaros comprometeram a sua ajuda nesse esforço. Pylyp Orlyk estava bem preparado para a campanha. Ele distribuiu cartas com apelos à revolta contra o poder do czar de Moscovo. O povo apoiou Orlyk e, uma a uma, as cidades da Ucrânia da Margem Direita ficaram sob o domínio do hetman. Pylyp Orlyk também enviou uma carta com pedidos de assistência militar ao hetman da Ucrânia da Margem Esquerda, Ivan Skoropadsky, o que alarmou o governo de Moscovo e o czar Pedro I.

### A chegada das tropas
Em 11 ou 12 de fevereiro de 1711 , Pylyp Orlyk e o seu exército deixou Bendery para iniciar a fase principal da campanha. A parte tártara do exército consistia nas hordas de Budzhak e Bilhorod (20.000-30.000 combatentes), lideradas pelo filho do Cã da Crimeia, o sultão Galga. Os polacos de Stanislau Leszczyński  atuaram sob o comando do Voivodia de Kiev Józef Potocki  e do chefe Galecki. Os cossacos estavam sob o comando de Kost Hordienko . Os polacos e cossacos juntos seriam 6-7 mil.  . Havia também um pequeno número de suecos no exército (cerca de 30 oficiais). Pylyp Orlyk era o comandante-em-chefe e o próprio Carlos XII acompanhou o exército por algum tempo antes de retornar a Bendery.

### Na Margem Direita
Perto de Rashkiv, o exército avançou rapidamente para o território da Ucrânia da Margem Direita. Józef Potocki insistiu em avançar para a Lituânia.  Na primeira quinzena de fevereiro, o exército estava localizado em uma ampla área entre Nemyriv, Bratslav e Vinnytsia : o sultão Kalga estabeleceu-se em Vinnytsia; Cossacos e polacos ficaram concentrados perto de Nemyriv.  Não houve resistência por parte das forças de Cossaco-Moscovitas: o general Volkonsky e o general Vidman, que estavam nas fronteiras da Moldávia, recuaram para Kiev sem lutar através de Berdychiv. Na segunda quinzena de fevereiro, o exército da aliança pode descansar após o rápido avanço. 
Nesta fase da campanha a situação era muito boa para Orlyk. Quase todos os chefes militares dos distritos da margem direita, com exceção de algumas centenas do distrito de Bila Tserkva,  juntaram-se ao seu exército. As autoridades de Moscovo estavam muito preocupadas com o curso dos acontecimentos. 
A causa da reação positiva do povo à campanha não foi apenas a insatisfação com as autoridades de Moscovo e os seus representantes, mas também o fato de que Orlyk não permitiu às forças aliadas levar a cabo intimidações e saques entre a população.  Essa foi o grande mérito de Pylyp Orlyk, que percebeu que o sucesso de toda a campanha dependia disso. 
Nesta fase da campanha, os suprimentos para o exército eram suficientes: as populações forneceram voluntariamente aos soldados forragem e provisões e o sultão também trouxe alguns suprimentos com ele.

### Luta perto de Lysianka
No final de fevereiro ou início de março, o exército aliado pôs-se de novo em marcha. Dirigiu-se ao único posto avançado moscovita significativo na Margem Direita — Bila Tserkva . A rota seguia primeiro para o leste, para Zvenyhorodka, e de aí para o noroeste, até ao rio Ros .  O objetivo era, obviamente, tomar toda a Ucrânia da Margem Direita até ao rio Dnieper. Para isso, a captura do Bila Tserkva era essencial.
Um exército sob o comando do osavul Stepan Butovych opôs-se às tropas de Pylyp Orlyk e foi derrotado em batalha perto de Lysyanka, tendo sido o próprio osavul feito prisioneiro. O povo ucraniano em revolta apoiou o hetman Pylyp Orlyk. 
A vitória perto de Lysyanka teve uma ressonância significativa. As cidades ucranianas, incluindo os distritos de Bohuslav e Korsun, decidiram render-se sem luta. O sucessor de Mazepa foi apoiado no seu intento de estender o seu poder à margem direita pelo coronel Samiylo Ivanovych (Samus) do distrito de Boguslav; pelo coronel Andriy Kandyba do distrito de Korsun; pelo coronel Ivan Popovych do distrito de Uman e pelo coronel Danylo Sytynsky do distrito de Kaniv. Tudo isso foi possível graças às missivas de Pylyp Orlyk "ao povo da Malarrosiya (Pequena Rússia)" apelando à rebelião contra o czar de Moscovo. Um desses apelos foi emitido pelo hetman em 9 de março de 1711 em Lysyanka.
Os apelos de Pylyp Orlyk tornaram-se conhecidos em toda a Ucrânia da Margem Direita e o seu alcance atingiu até as terras do distrito de Pereyaslav. Impressionado com o sucesso dos combates e com a mudança dos governantes cossacos para o seu lado, o hetman informou o rei Carlos XII da Suécia que o tamanho do seu exército havia mais do que quintuplicado.

### O Cerco de Bila Tserkva
Após a vitória perto de Lysyanka, o caminho para Bila Tserkva estava livre. Desta vez, o exército aliado moveu-se lentamente, tendo chegado à região de Bila Tserkva por volta de 18 de março.
Enquanto avançava na área de Synyava - Rokytne, os aliados começaram a ter problemas de aprovisionamento, tendo por isso intensificado as sempre impopulares requisições de víveres à população. Como resultado, a disciplina até aí mantida pelas forças aliadas foi destruída - não apenas as tropas tártaras, mas também as polacas recorreram à violência contra a população civil. 
Nestas condições tão difíceis, o exército passou mais uma semana atravessando o Ros - a barragem e a ponte perto de Synyava tinham sido destruídas, pelo que foi necessário requisitar a ajuda dos habitantes locais. 
O cerco de Bila Tserkva começou finalmente em 25 de março. A cidade estava bem fortificada e abrigava a guarnição moscovita. A fortaleza estava bem provida de tudo o que era necessário para manter o cerco; pouco antes da chegada do exército de Orlyk, munição e provisões haviam sido entregues.  A guarnição de Bila Tserkva era bastante pequena: consistia de 500 russos sob o comando do coronel Annenkov e uma parte dos cossacos de Bila Tserkva do coronel Tansky, leais ao czar.  As forças de Orlyk  somavam cerca de 10.000 cossacos (Zaporiyianos e da Margem Direita), bem como tártaros e polacos. 
O número de atacantes não desempenhou um papel significativo no processo de cerco: a cavalaria tártaro-polaca não pôde ajudar, e tudo dependia de Orlyk conseguir tomar a fortaleza com os meios de artilharia que ele tinha à sua disposição. Ora estes eram quase inexistentes: apenas 4 ou 5 canhões. 
Além disso, a guarnição da fortaleza repeliu com sucesso todos os ataques do exército de Orlyk. Duas vezes durante o segundo e terceiro dias do cerco, os cossacos tentaram tomar o castelo após ganhar uma posição na parte baixa da cidade, mas não tiveram sucesso.  Nenhum dos assaltos foi eficaz, já que a guarnição tinha munição suficiente e uma artilharia forte.

### Traição dos Tártaros
Os três dias de cerco (25 a 27 de março) resultaram em nada. O descontentamento dos tártaros cresceu a ponto que o jovem e inexperiente sultão não conseguiu mais conter a horda, que exigia permissão para tomar despojos.  A insatisfação dos tártaros foi ampliada pela falta de provisões para pessoas e cavalos, e pela aproximação da primavera, derretimento da neve e inundação dos rios, que anulavam a vantagem da mobilidade das tropas tártaras em caso de ataque do exército de Moscovo. 
Não vendo nenhum progresso na tentativa de tomar a fortaleza, o exército tártaro retirou-se, espalhando suas tropas quase até o rio Dnieper, e mudou-se para o sul até o rio Bug, tomando despojos e destruindo povoações pelo caminho.  Orlyk correu atrás deles, implorando ao sultão que voltasse ou que lhe desse pelo menos 10.000 tártaros para poder continuar a guerra, mas recebeu uma recusa.
A traição dos tártaros teve consequências catastróficas para toda a campanha: os cossacos da margem direita, que se haviam juntado a Orlyk, quando souberam que os tártaros estavam saqueando aldeias e cidades e levando pessoas como prisioneiras, abandonaram o exército aliado e correram para salvar seus entes queridos.  O exército aliado estava a encolher de dia para dia.

### A Retirada de Orlyk
Como resultado da diminuição catastrófica das forças aliadas em campo, o cerco de Bila Tserkva teve que ser interrompido, e o que restava do exército foi retirado para Fastiv . Os polacos seguiram na direção de Polissya, e Pylyp Orlyk com 3 mil soldados retornou a Bendery — o ponto de partida de toda a campanha. 
A divisão moscovita do príncipe M. Golitsyn, avançando de Kiev através de Trypillia até Bila Tserkva, não chegou a tempo de participar dos eventos. Apenas a unidade de Volkonsky chegou a entrar em combate contra alguns destacamentos tártaros. 

## Consequências
O fracasso da campanha teve consequências graves para o próprio Orlyk e para o eixo ucraniano-sueco que ele desejava. A reputação do hetman entre a população da Ucrânia da Margem Direita foi destruída pelas ações deploráveis dos seus aliados tártaros, e as esperanças de apoio da Margem Esquerda e da Slobozhanshchyna também se goraram devido ao ataque tártaro de janeiro de 1711.
O hetman tentou sarar as feridas infligidas pelas ações dos tártaros na Ucrânia da Margem Direita - ele pediu com sucesso ao sultão turco que libertasse os ucranianos capturados.  
Logo na primavera de 1711, o exército moscovita liderado por Boris Sheremetyev pôs-se em movimento em direção à área entre os rios Dniester e Prut, iniciando assim a campanha de Prut de 1711. Pylyp Orlyk e os cossacos da Zaporiyia também participaram nessa campanha, no verão de 1711, do lado turco.